# Milan Sobotka
Milan Sobotka (23. července 1927 Olomouc – 22. března 2024 Praha) byl český filozof, emeritní profesor Karlovy univerzity. Zabýval se hlavně německým idealismem a fenomenologií.

## Život
Milan Sobotka se narodil v Olomouci, po maturitě v Prostějově (1946) studoval filosofii a psychologii na Filosofické fakultě univerzity v Olomouci, kde také po absolutoriu v roce 1951 působil jako asistent. Od roku 1954 působil na Katedře dějin filosofie (od roku 1991 Ústav filosofie a religionistiky) Filozofické fakulty UK v Praze, kde spolupracoval s J. Patočkou. Roku 1965 se habilitoval a roku 1990 byl jmenován profesorem oboru filozofie. Roku 1992 odešel do důchodu a roku 2004 byl vyznamenán Medailí za zásluhy II. stupně.

## Dílo
Milan Sobotka napsal řadu monografií a desítky článků česky i německy, vesměs věnovaných novověké filosofii, zejména německé. Psal také předmluvy a doslovy k vydáním spisů R. Descarta, F. Bacona, T. Hobbese, G. W. Leibnize, G. Berkeleye, I. Kanta, G. W. F. Hegela, F. Schillera a dalších. Byl také svědomitým a velmi oblíbeným učitelem.

## Výběrová bibliografie
- Milan Sobotka: Člověk, práce a sebevědomí: Problém praxe v německé klasické filosofii. Praha 1969
- Ladislav Major, Milan Sobotka: G. W. F. Hegel: Život a dílo. Praha 1979
- Milan Sobotka: Schelling a Hegel: studie k světonázorovému a metodologickému vývoji v německé klasické filozofii. Praha 1987
- Milan Sobotka: Stati k Hegelově Fenomenologii a Filozofii práva. Praha 1993
- Zoja Běličová, Milan Sobotka: Východiska a výsledky kantovských studií Friedricha Schillera. Praha 1993
- Milan Sobotka, Milan Znoj, Josef Moural: Dějiny novověké filosofie od Descarta po Hegela. Praha 1994
- Milan Sobotka: Studie k německé klasické filozofii. Praha 2001